# The International Fossil Plant Names Index
Ne doit pas être confondu avec International Plant Names Index.
The International Fossil Plant Names Index (IFPNI, en français : l'index international des noms de plantes fossiles) est une base de données en ligne de paléobotanique. Le site a été lancé en mai 2014 pour recenser les noms scientifiques des fossiles de plantes, d'algues, de champignons, de formes procaryotes alliées (anciennement traitées comme des algues et des Cyanophyceae en particulier), de protistes liés aux algues et de microfossiles publiés en utilisant la nomenclature binomiale,.
L'IFPNI aurait permis de révéler de nombreux problèmes parfois inattendus : de nouvelles études bibliographiques historiques de la littérature paléobotanique auraient produit des changements dans la nomenclature botanique, la paternité et les lieux de certains noms de plantes fossiles établis.

## Objectifs
L'objectif de l'IFPNI est de compiler et de maintenir un registre complet, basé sur la littérature, des noms scientifiques fossiles et une banque de noms d'auteurs en paléobotanique. L'IFPNI est conçu comme une plate-forme destinée à fournir un registre en ligne, en accès libre et généré par la communauté, de la nomenclature des plantes fossiles, utile à la communauté scientifique mondiale. Il vise à documenter toutes les nouveautés nomenclaturales (nouveaux noms scientifiques d'organismes disparus) et les données associées, y compris le registre des publications scientifiques (littérature taxinomique) contenant des actes nomenclaturaux et des auteurs en paléobotanique et en paléontologie en général, et dans les disciplines géologiques connexes. L'IFPNI souhaite mettre en place un groupe de travail de systématiciens pour traiter les données rétrospectives de l'ancienne littérature paléobotanique, et invite les paléobotanistes actifs et les éditeurs spécialisés à contribuer aux nouvelles données nomenclaturales et bibliographiques par le biais de leur enregistrement en ligne,. En 2015, soit un an après le lancement du projet, la base enregistre 32 110 noms scientifiques provenant de 3 555 publications de 968 revues et 399 livres rédigés par 2 550 auteurs.

## Contenu
L'IFPNI est une base de données contenant :
- les noms scientifiques botaniques de rang taxinomique supérieur, égal et inférieur au genre, enregistrés selon les normes du Code international de nomenclature pour les algues, les champignons et les plantes, du Code international de nomenclature zoologique et du Code international de nomenclature des procaryotes ;
- leurs spécimens types ;
- la littérature taxinomique de paléobotanique liée ;
- leurs auteurs ;
- leur localisation géographique, paléogéographique et stratigraphique.

## Hébergement et fonctionnement
Le rédacteur en chef est le botaniste russe Aleksandr Doveld (es), de l'Institut national de carpologie à Moscou. La plateforme de l'IFPNI est développée sur la base de données MongoDB. Elle est hébergée sur les serveurs virtuels de Digital Ocean en Europe. Contrairement à l'International Plant Names Index (IPNI), qui ne couvre que les taxons existants de plantes vasculaires, l'IFPNI est construit de manière similaire à la base de données ZooBank, avec des outils analogues d'enregistrement de la littérature taxinomique, des noms scientifiques et des spécimens types. L'IFPNI fournit aussi une plateforme et des outils pour télécharger les photos originales et les numéros d'inventaire des spécimens types conservés dans les musées et les collections paléontologiques,.
L'IFPNI est une source de données pour la base BioLib.